# Landkreis Tuttlingen
Landkreis Tuttlingen is een Landkreis in de Duitse deelstaat Baden-Württemberg. Op 31 december 2020 telde de Landkreis 141.682 inwoners op een oppervlakte van 734,35 km². Kreisstadt is de stad Tuttlingen.

## Steden en gemeenten

Steden
1. Fridingen an der Donau
2. Geisingen
3. Mühlheim an der Donau
4. Spaichingen
5. Trossingen
6. Tuttlingen

Overige gemeenten
1. Aldingen
2. Balgheim
3. Bärenthal
4. Böttingen
5. Bubsheim
6. Buchheim
7. Deilingen
8. Denkingen
9. Dürbheim
10. Durchhausen
11. Egesheim
12. Emmingen-Liptingen
13. Frittlingen
14. Gosheim
15. Gunningen
16. Hausen ob Verena
17. Immendingen
18. Irndorf
19. Kolbingen
20. Königsheim
21. Mahlstetten
22. Neuhausen ob Eck
23. Reichenbach am Heuberg
24. Renquishausen
25. Rietheim-Weilheim
26. Seitingen-Oberflacht
27. Talheim
28. Wehingen
29. Wurmlingen

Alb-Donau-Kreis · Baden-Baden · Biberach · Bodenseekreis · Böblingen · Breisgau-Hochschwarzwald · Calw · Emmendingen · Enzkreis · Esslingen · Freiburg im Breisgau · Freudenstadt · Göppingen · Heidelberg · Heidenheim · Heilbronn (stad) · Landkreis Heilbronn · Hohenlohe · Karlsruhe (stad) · Landkreis Karlsruhe · Konstanz · Lörrach · Ludwigsburg · Main-Tauber-Kreis  · Mannheim · Neckar-Odenwald-Kreis · Ortenaukreis · Ostalbkreis · Pforzheim · Rastatt · Ravensburg · Rems-Murr-Kreis · Reutlingen · Rhein-Neckar-Kreis · Rottweil · Schwäbisch Hall · Schwarzwald-Baar-Kreis · Sigmaringen · Stuttgart · Tübingen · Tuttlingen · Ulm · Waldshut · Zollernalbkreis
Aldingen ·
Balgheim ·
Bärenthal ·
Böttingen ·
Bubsheim ·
Buchheim ·
Deilingen ·
Denkingen ·
Dürbheim ·
Durchhausen ·
Egesheim ·
Emmingen-Liptingen ·
Fridingen an der Donau ·
Frittlingen ·
Geisingen ·
Gosheim ·
Gunningen ·
Hausen ob Verena ·
Immendingen ·
Irndorf ·
Kolbingen ·
Königsheim ·
Mahlstetten ·
Mühlheim an der Donau ·
Neuhausen ob Eck ·
Reichenbach am Heuberg ·
Renquishausen ·
Rietheim-Weilheim ·
Seitingen-Oberflacht ·
Spaichingen ·
Talheim ·
Trossingen ·
Tuttlingen ·
Wehingen ·
Wurmlingen